# Phó đề đốc
Phó đề đốc là danh xưng tiếng Việt tương đương dùng để chỉ một quân hàm được dùng trong hải quân của một số quốc gia dành cho sĩ quan hải quân có vị trí cao hơn một hạm trưởng, nhưng thấp hơn cấp bậc Đề đốc. Quân hàm được xem như tương đương với cấp Chuẩn tướng Lục quân hay Không quân.
Hải quân Pháp không có cấp bậc Phó đề đốc, dù theo xếp hạng sĩ quan của NATO thì cấp bậc Chuẩn đô đốc Pháp (Contre-amiral) được xem là tương đương. Tương tự, Hải quân Hoa Kỳ tuy đã bãi bỏ cấp bậc Commodore, nhưng cấp bậc Chuẩn đô đốc nửa dưới (Rear Adminral Lower Half) được xem là tương đương.
Trong Hải quân Nhân dân Việt Nam không có bậc quân hàm này.

## Lịch sử
Cấp bậc Commodore đầu tiên được tạo ra vào giữa thế kỷ 17 trong Hải quân Hoàng gia Anh quốc. Cấp bậc này có ý nghĩa như là một cấp bậc tạm thời trao cho các hạm trưởng (Captains) một chiến hạm, tương đương Đại tá Hải quân, để chỉ huy một hải đội. Tuy là một cấp bậc riêng biệt, nhưng sĩ quan mang cấp bậc này vẫn được xem là cùng cấp bậc với Hạm trưởng.
Đến năm 1748, cấp bậc này được xem tương đương cấp bậc Brigadier trong Lục quân Hoàng gia. Các sĩ quan mang cấp bậc Commodore có thể sẽ trở về cấp bậc Hạm trưởng của mình sau khi hoàn thành nhiệm vụ. Hoặc các Hạm trưởng sẽ được thăng trực tiếp lên cấp Chuẩn Đô đốc mà không phải thông qua cấp bậc Commodore.
Tình trạng này được duy trì trong Hải quân Hoàng gia và Hải quân Hoa Kỳ như một giải pháp dung hòa để giảm chi phí do không phải bổ nhiệm thêm các cấp bậc đô đốc (Chuẩn Đô đốc, Phó Đô đốc, Đô đốc, Thủy sư Đô đốc). Tại Hoa Kỳ, cấp bậc này được công nhận vào năm 1862, tuy vậy đến năm 1982 thì bị bãi bỏ. Mãi đến năm 1996, Hải quân Hoàng gia Anh Quốc mới được chính thức công nhận cấp bậc này là một quân hàm sĩ quan Hải quân trên cấp Hạm trưởng hay Đại tá Hải quân, và dưới cấp Chuẩn đô đốc Hải quân.

## Hải quân Việt Nam Cộng hòa

Sau năm 1964, Hải quân Việt Nam Cộng hòa mới có cấp bậc Phó đề đốc

Trước năm 1964, Hải quân Việt Nam Cộng hòa không có cấp bậc Phó Đề đốc, chỉ có các cấp bậc đô đốc (Chuẩn Đô đốc, Phó Đô đốc, Đô đốc). Sau năm 1964, Hải quân Việt Nam Cộng hòa thay thế Chuẩn Đô đốc bằng cấp bậc Đề đốc. Cấp bậc Phó Đề đốc cũng được đặt ra như là quân hàm sĩ quan cấp tướng Hải quân, tương đương với quân hàm Chuẩn tướng Lục quân hay Không quân.
Các Phó Đề đốc tiêu biểu:
- Hoàng Cơ Minh
- Hồ Văn Kỳ Thoại
- Đặng Cao Thăng
- Nghiêm Văn Phú
- Nguyễn Hữu Chí, nhà thơ Hữu Phương
- Vũ Đình Đào
- Nguyễn Thanh Châu
- Đinh Mạnh Hùng
- Diệp Quang Thủy

## Vương quốc Anh
Cấp bậc Commodore kể từ năm 1996 chính thức trở thành một quân hàm sĩ quan trong Hải quân Hoàng gia cao cấp, dưới cấp đô đốc, tương tự như quân hàm Brigadier trong Lục quân Vương quốc Anh và Thủy quân lục chiến Hoàng gia, Air Commodore trong Không quân Hoàng gia. Cấp hàm này cao hơn Hạm trưởng và dưới Chuẩn Đô đốc. Tuy không thuộc cấp bậc đô đốc, nhưng trong NATO, quân hàm này vẫn được xem ngang hàng với cấp bậc Chuẩn Đô đốc nửa dưới (Rear admiral Lower half) của Hải quân Hoa Kỳ hay Chuẩn Đô đốc (Contre-amiral) của Hải quân Pháp v.v.

Quân hàm Commodore của Hải quân Hoàng gia Anh quốc

## Hoa Kỳ
Hiện nay tên gọi cấp bậc Phó Đề đốc không còn được sử dụng trong Hải quân Hoa Kỳ, Tuần duyên Hoa Kỳ. Thay vào đó cấp bậc Rear Admiral (lower-half), đeo 1 sao, được coi là tương đương. Trong các tài liệu tiếng Việt, cấp bậc này thường được dịch là Chuẩn Đô đốc (nửa dưới) hay Chuẩn tướng Hải quân. Tuy vậy, một số tài liệu vẫn dịch là "Phó đề đốc"
Nguyên thủy, cấp bậc Commodore tồn tại trong Hải quân Hoa Kỳ với ý nghĩa một cấp bậc tạm thời. Năm 1862, Quốc hội Hoa Kỳ với lý do không muốn ủy quyền tăng thêm các đô đốc nào nữa trong hải quân, đã chấp nhận thông qua cấp bậc "Commodore", là một cấp bậc tạm thời trao cho các hạm trưởng lão luyện làm nhiệm vụ phụ tá cho các Đô đốc.
Đến năm 1981, Đạo luật 97-86 quy định cấp bậc Commodore trở thành cấp bậc Đô đốc với danh xưng "Commodore Admiral", với quân hàm 1 sao. Tuy vậy, chỉ sau 11 tháng, cấp bậc Commodore bị loại khỏi cấp Đô đốc, nhưng vẫn giữ quân hàm Hải quân 1 sao. Đến năm 1985, Đạo luật 99-145 đổi danh xưng "Commodore" sang danh xưng "Rear Admiral (lower half)".
Ghi chú về Chuẩn Đô đốc (nửa dưới) và Chuẩn Đô đốc (nửa trên) 

Trong Hải quân Hoa Kỳ, Tuần duyên Hoa Kỳ, và một số đơn vị khác, Chuẩn Đô đốc được chia thành hai cấp loại: nửa dưới (Lower Half) và nửa trên (Upper Half). Việc sử dụng này bắt đầu trong cuối thế kỷ 19 khi các Chuẩn Đô đốc được giao một chức vụ cao cấp trong Hải quân hoặc có tên trong danh sách thăng chức của Tuần duyên. Những ai có tên trong nửa trên của danh sách sẽ nhận bậc lương cao hơn cho dù tất cả các Chuẩn Đô đốc được xem là cùng cấp bậc.
Khi Hải quân Hoa Kỳ và Tuần duyên Hoa Kỳ bãi bỏ cấp bậc đô đốc hải quân 1 sao Commodore Admiral, các Chuẩn Đô đốc có tên ở nửa dưới của danh sách thăng chức tiếp nhận nhiệm vụ của các đô đốc hải quân 1 sao. Tuy nhiên cho đến năm 1985, tất cả các Chuẩn Đô đốc vẫn mang 2 sao trên quân hàm của họ. Sau năm 1985, các Chuẩn Đô đốc (nửa dưới) chính thức mang 1 sao trong khi các Chuẩn Đô đốc (nửa trên) mang 2 sao. Tuy vậy, danh xưng vẫn giữ nguyên là Chuẩn Đô đốc cho cả hai cấp bậc khác sao này. Tuy nhiên, để dễ phân biệt, trong một số tài liệu tiếng Việt, người ta vẫn thường gọi cấp bậc Chuẩn Đô đốc (nửa dưới) là "Chuẩn tướng hải quân" hay "Phó đề đốc", còn cấp bậc Chuẩn Đô đốc (nửa trên) là "Thiếu tướng hải quân" hay "Đề đốc".

Quân hàm Chuẩn Đô đốc Hoa Kỳ (nửa dưới)
Quân hàm Chuẩn Đô đốc Hoa Kỳ (nửa trên)